# آنتن سهموی

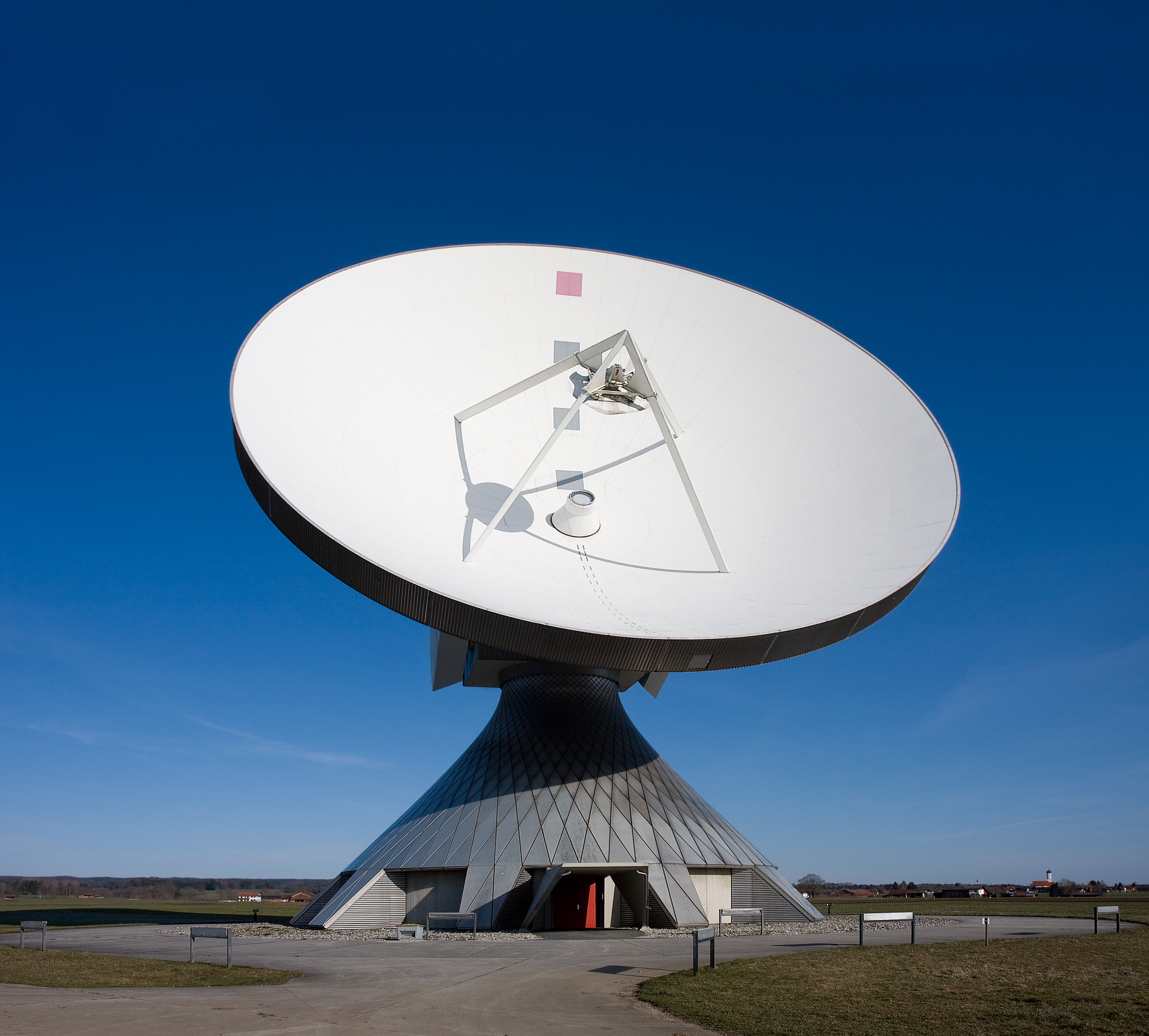
یک آنتن سهموی، بزرگترین وسیله برای ارتباطات ماهواره‌ای در جهان

آنتن سَهمَوی یا سهمی‌شکل، (به انگلیسی: Parabolic antenna)، آنتنی بازتابنده با بهرهٔ بالا است که برای رادیو، تلویزیون و ارتباطات داده‌ای و همچنین سیستم موقعیت رادیویی (رادار) در باندهای UHF و SHF طیف الکترومغناطیسی به کار می‌رود.
طول موج نسبتاً کوتاه تشعشع الکترومغناطیسی در این فرکانس‌ها اجازه می‌دهد تا بازتاب‌کننده‌ها، امواج را به‌طور جهت‌دار ارسال یا دریافت کنند.
این آنتن‌ها به عنوان آنتن‌های بهره‌بالا برای ارتباطات نقطه به نقطه، در کاربردهایی مانند لینک‌های بازپخش مایکروویو (Microwave Relay Links) که سیگنال تلویزیون و تلفن را بین شهرهای نزدیک انتقال می‌دهند، لینک‌های بی‌سیم شبکه WAN و شبکه محلی (LAN) برای انتقال دیتا، ارتباطات ماهوارهای و آنتن‌های ارتباطی فضاپیما و همچنین در تلسکوپ‌های رادیویی استفاده می‌شوند.